# Lucarna

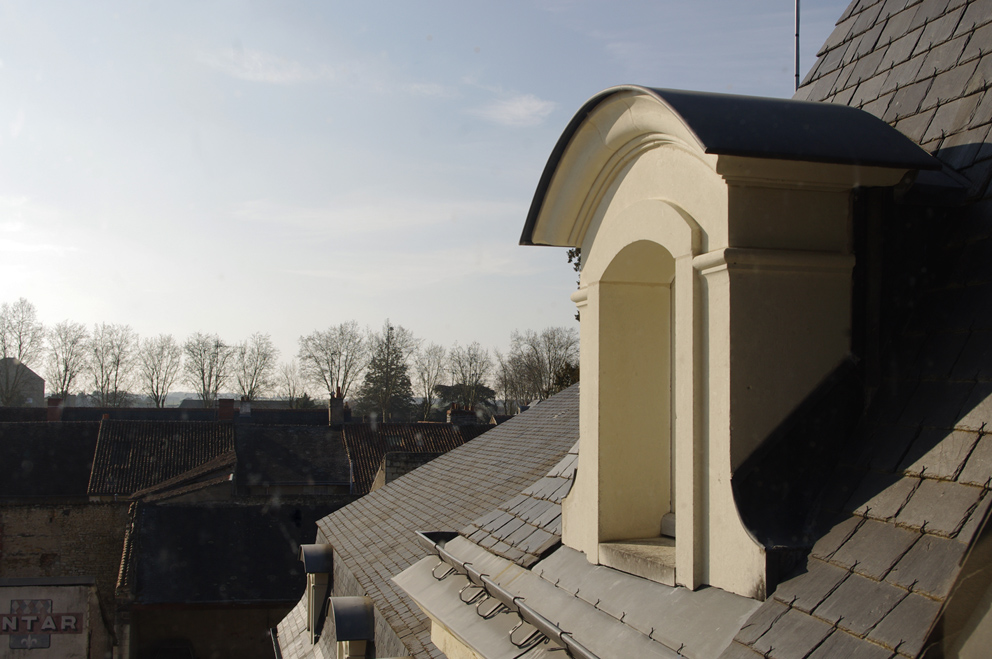
Uma lucarna do século XVII em Richelieu, França

Uma lucarna, luzerna, trapeira ou gateira é uma estrutura que se projeta de um telhado com caimento, geralmente com uma janela ou veneziana para entrada de luz e circulação de ar.